# Aron Beyene
Aron Beyene (ur. 27 maja 1985) – szwajcarski lekkoatleta, sprinter.
Był członkiem szwajcarskiej sztafety 4 x 100 metrów, która zajęła 4. miejsce podczas mistrzostw Europy (2010).
Reprezentant kraju w drużynowych mistrzostwach Europy. Wielokrotny mistrz Szwajcarii.

## Rekordy życiowe
- bieg na 100 m – 10,58 (2010)
- bieg na 200 m – 21,06 (2010)
- bieg na 300 m – 33,40 (2010)
- bieg na 200 m (hala) – 21,45 (2010)